# ایلیا جاست
ایلیا جاست (انگلیسی: Elijah Just؛ زادهٔ ۱ مهٔ ۲۰۰۰) بازیکن فوتبال اهل نیوزیلند است.
از باشگاه‌هایی که در آن بازی کرده‌است می‌توان به باشگاه ورزشی هورسنس اشاره کرد.
وی همچنین در تیم‌های ملی فوتبال جونان و بزرگسالان نیوزیلند بازی کرده‌است.